# Murray Mexted

a Compétitions nationales et continentales officielles uniquement.

b Matchs officiels uniquement.
Dernière mise à jour le 27 mai 2011.

Murray Graham Mexted, (né le 5 septembre 1953 à Wellington) est un ancien joueur de rugby à XV néo-zélandais qui a joué 72 fois (dont 34 tests matchs) pour les All-Blacks de 1979 à 1985. C’était un troisième ligne centre, il mesure 1,93 m et 95 kg. 

## Biographie

### Carrière sportive
Il a joué pour sa province de Wellington en 1975, une sélection de l’ïle du nord en 1978, et fit partie des All-Blacks en 1979 à l’occasion de matchs contre l'équipe d'Argentine. Il enchaîna par une tournée en Angleterre et en Écosse, et une série de 34 tests sans interruption jusqu’en 1985.
Mexted a aussi joué pour des clubs en France, au SU Agen, et en Afrique du Sud. Le 11 novembre 1982, il joue avec les Barbarians français contre l'Argentine à Dax. Les Baa-Baas s'inclinent 8 à 22.
Il a continué de jouer en 1986, participant au centenaire de l'IRB et à la tournée des Cavaliers en Afrique du Sud, matchs officieux organisés par les joueurs à la suite de l'annulation de la tournée des All Blacks dans le pays pour cause d'apartheid, interdite par la fédération néo-zélandaise. Il participe aux quatre rencontres les Springboks, défaite 21 à 15 au Cap, victoire 19 à 18 à Durban, défaite 33 à 18 à Pretoria et 24 à 10 à Johannesbourg.

### Commentateur
Il a aussi officié dans un rôle de commentateur sportif pour Sky Television, poste qu'il occupe vingt ans et dont il met un terme après la finale de la coupe du monde 2011 à l'Eden Park d'Auckland.

### Académie de rugby
Devant le déficit de potentiel de joueurs néo-zélandais quant au nombre de joueurs, Murray Mexted présente à la NZRU, Fédération néo-zélandaise de rugby à XV, via son directeur David Moffatt, un projet d'académie internationale de rugby.
. Non retenu, avec Eddie Tonks, Sean Fitzpatrick et Kevin Roberts, il fonde une  académie de rugby au Collège de police de Porirua. Devant le succès de celle-ci, la NZRU lui demande de s'installer dans ses installations de rugby de Palmerston North. IRANZ se développe aussi à l'international, sous la responsabilité de Sean Fitzpatrick En Europe et 
. L'académie compte parmi ses anciens diplômés le Sud-Africain Francois Steyn ou les All Blacks Jason Eaton, le premier, puis Alby Mathewson, Cory Jane, Rudi Wulf et Anthony Boric.

## Palmarès
Murray Mexted dispute 34 tests matchs, tous en tant que titulaire, avec la Nouvelle-Zélande, depuis sa première rencontre le 10 novembre 1979 à  Murrayfield contre l'Écosse jusqu'au 2 novembre 1985 à Buenos Aires contre l'Argentine.Il inscrit quatre essais, soit seize points. Lors de ces rencontres, les All-Blacks s'imposent à 26 reprises, concèdent six défaites et font deux matchs nuls.
Il dispute également 38 matchs avec les All-Blacks, dont un en tant que remplaçant, inscrivant 68 points, 17 essais. Lors de ces rencontres, dont la première est contre l'Argentine le 8 septembre 1979 à Dunedin, il porte le brassard de capitaine à sept reprises.